# روزه کله‌گنجشکی
روزه کله گنجشکی به نوعی تمرین روزه گفته می‌شود که طی آن، کودک یا نوجوانی که هنوز به سن تکلیف نرسیده، از اذان صبح تا اذان ظهر و احیاناً از اذان ظهر تا اذان مغرب از آنچه باطل‌کننده روزه است، خودداری می‌کند.